# پچکا بیستریتسا
پچکا بیستریتسا (به انگلیسی: Pećka Bistrica) رودخانه‌ای است که در صربستان، کوزوو، جمهوری مقدونیه جریان دارد.